# Intel 82288
El Intel 82288 es un controlador de bus diseñado para Intel 80286. El chip se suministra en un paquete DIP de 20 pines. Reemplaza al Intel 8288 usado con procesadores anteriores. Intel fue el segundo proveedor de este conjunto de chips para Fujitsu Limited alrededor de 1985. La versión PLCC de 20 pines estuvo disponible en muestras durante el primer trimestre de 1986.